# نورالله عابدی
نورالله عابدی (زاده ۱۳۳۴ بهبهان) سیاست‌مدار و مدیر اجرایی ایرانی است، که در ادوار دوم و سوم مجلس شورای اسلامی به‌عنوان نماینده بهبهان، از استان خوزستان در مجلس شورای اسلامی حضور داشت. وی در فاصله سالهای ۱۳۷۹ تا ۱۳۸۱ استاندار لرستان بود. عابدی از ۱۳۸۱ تا ۱۳۸۶ مدیرعامل شرکت سرمایه‌گذاری البرز بود و هم‌اکنون به‌عنوان مدیرعامل شرکت مهنام فعالیت می‌کند.